# Терминальная пластинка
Терминальная пластинка (лат. Lamina terminalis), - тонкий слой серого вещества, расположенный фронтально между полушариями большого мозга впереди зрительного перекреста. Образует переднюю стенку третьего желудочка.
Терминальная пластинка простирается от межжелудочкового отверстия Монро до углубления в основании зрительного стебля (зрительного нерва).Она находится непосредственно перед серым бугром. Вместе они образуют ножку гипофиза. 
В сосудистом органе терминальной пластинки находятся осморецепторы и вольюморецепторы, с помощью которых осуществляется контроль уровня цитокинов и температуры тела.
В первые недели развития эмбриона терминальная пластинка является ростральным концом (верхушкой) нервной трубки (центральной нервной системы эмбриона).
Неспособность терминальной пластинки закрыться должным образом на этой стадии развития ведёт к анэнцефалии.